# Francisco Córdoba
Francisco Antonio Córdoba Escarpeta (Pueblo Rico, 8 settembre 1988) è un ex calciatore colombiano, di ruolo difensore.

## Carriera

### Club
Ha giocato nella massima serie colombiana.